# Rakousko na Zimních olympijských hrách 2002
Rakousko na Zimních olympijských hrách 2002 v Salt Lake City reprezentovalo 90 sportovců, z toho 71 mužů a 19 žen. Nejmladším účastníkem byl Oliver Setzinger (18 let, 214 dní), nejstarším pak Martin Schützenauer (39 let, 243 dní). Reprezentanti vybojovali 17 medailí, z toho 3 zlatých 4 stříbrných a 10 bronzových.

## Medailisté
| Medaile | Jméno                                                        | Sport              | Disciplína                       |
| ------- | ------------------------------------------------------------ | ------------------ | -------------------------------- |
| Zlato   | Fritz Strobl                                                 | Alpské lyžování    | sjezd - muži                     |
| Zlato   | Stephan Eberharter                                           | Alpské lyžování    | obří slalom - muži               |
| Zlato   | Christian Hoffmann                                           | Běh na lyžích      | 30 km volný styl, hromadný start |
| Stříbro | Stephan Eberharter                                           | Alpské lyžování    | super G - muži                   |
| Stříbro | Renate Götschlová                                            | Alpské lyžování    | kombinace - ženy                 |
| Stříbro | Mikhail Botwinov                                             | Běh na lyžích      | 30 km volný styl, hromadný start |
| Stříbro | Martin Rettl                                                 | Skeleton           | muži                             |
| Bronz   | Benjamin Raich                                               | Alpské lyžování    | kombinace - muži                 |
| Bronz   | Stephan Eberharter                                           | Alpské lyžování    | sjezd - muži                     |
| Bronz   | Benjamin Raich                                               | Alpské lyžování    | slalom - muži                    |
| Bronz   | Andreas Schifferer                                           | Alpské lyžování    | Super G - muži                   |
| Bronz   | Renate Götschlová                                            | Alpské lyžování    | sjezd - ženy                     |
| Bronz   | Wolfgang Perner                                              | Biatlon            | 10 km sprint - muži              |
| Bronz   | Markus Prock                                                 | Saně               | jednotlivci - muži               |
| Bronz   | Felix Gottwald                                               | Severská kombinace | jednotlivci - muži               |
| Bronz   | Felix Gottwald                                               | Severská kombinace | sprint - muži                    |
| Bronz   | Christoph Bieler Michael Gruber Mario Stecher Felix Gottwald | Severská kombinace | družstvo mužů                    |